# Tagebuch einer Frau
Tagebuch einer Frau (Originaltitel: Mrs. Parkington) ist ein US-amerikanisches Filmdrama aus dem Jahr 1944 mit Greer Garson in der Titelrolle. Als literarische Vorlage diente der Roman Mrs. Parkington von Louis Bromfield.

## Handlung
Weihnachten 1938: Susie Parkington, die 84-jährige Matriarchin einer reichen New Yorker Familie, erfährt, dass sich ihre Urenkelin Jane Stilham mit dem einfachen Angestellten Ned Talbot verloben möchte. Susie besteht darauf, Ned zunächst kennenzulernen. Während sie auf seine Ankunft wartet, erinnert sie sich an ihre erste Begegnung mit ihrem inzwischen verstorbenen Ehemann Major Augustus Parkington:
Im Jahr 1872 trifft Augustus „Gus“ Parkington, ein berüchtigter Frauenheld und Großunternehmer, im beschaulichen Ort Leaping Rock in Nevada ein, um dort seine Silbermine zu inspizieren. Dabei trifft er auf die 18-jährige Susie Graham, deren Mutter eine Pension betreibt. Gus besteht darauf, in der überfüllten Herberge unterzukommen, weshalb Susie ihm notgedrungen ihr eigenes Zimmer überlässt. Beide sind schon bald fasziniert voneinander – er von ihrer Schönheit und Intelligenz, sie von seinem Charme und Selbstbewusstsein. Als Susies Mutter bei einer Explosion in Gus’ Mine ums Leben kommt und sich Gus für Susies Leid verantwortlich fühlt, überredet er sie, ihn zu heiraten und ihn nach New York zu begleiten. Dort angekommen, berichtet Gus seiner langjährigen Geliebten Baroness Aspasia Conti von seinen Heiratsplänen. Diese fühlt sich zwar gekränkt, freundet sich aber dennoch mit Susie an und bringt ihr bei, wie man sich in der feinen Gesellschaft bewegt.
Zurück in der Gegenwart erscheint Ned Talbot, der bis vor kurzem in der Investmentfirma von Janes Vater Amory gearbeitet hat. Um Susie zu erklären, warum er seinen Job bei Janes Vater aufgegeben hat, erzählt er ihr, dass die Regierung Amory unter Korruptionsverdacht habe. Nachdem auch Amory bei seiner Großmutter eingetroffen ist, konfrontiert ihn Ned mit seinen zwielichtigen Geschäften. Kurz darauf kann es Ned gerade noch verhindern, dass sich Amory erschießt. Als Jane beginnt, ihren Vater zu verteidigen und Ned Vorwürfe zu machen, stürmt Ned wütend davon. Amory gibt jedoch zu, dass er Geld seiner Investoren veruntreut hat, um seine Verluste an der Wall Street auszugleichen. Um seine Festnahme zu verhindern, bittet er Susie um 31 Millionen Dollar. Susie beruft schließlich eine Familienzusammenkunft ein, um die Situation zu besprechen. Bevor ihre Nachkömmlinge eintreffen, schwelgt sie erneut in ihren Erinnerungen:
An ihrem dritten Hochzeitstag überrascht Gus seine Gattin mit einer schlossartigen Villa. Im Gegenzug verkündet Susie ihrem Mann stolz, dass sie ihr erstes Kind erwarte. Überglücklich über die Neuigkeit beschließt Gus, einen großen Ball zu Ehren von Susie zu veranstalten. Doch nur wenige der eingeladenen Gäste erscheinen, weil Gus den einflussreichen George Beaumont tags zuvor beleidigt hat und dieser daraufhin die höhere New Yorker Gesellschaft dazu aufrief, Gus und seine Frau zu meiden. Gus ist darüber äußerst verärgert. Als sich Susie traurig zurückzieht und eine Fehlgeburt erleidet, gibt Gus Beaumont und dessen Freunden die Schuld daran und schwört auf Rache. Erst vier Jahre später erfährt Susie, dass Gus alle nicht erschienenen Gäste finanziell ruiniert hat. Sie macht ihm dafür Vorwürfe und zieht schließlich aus dem gemeinsamen Haus aus. Mit Aspasias Hilfe und Gus’ Geld versucht sie, die Vermögen einiger seiner Opfer wiederherzustellen. Als Gus davon erfährt, ist er wütend, aber dennoch von ihrer Verschlagenheit beeindruckt. Sie versöhnen sich und Gus macht Susie schließlich auch zu seiner geschäftlichen Partnerin.
Erneut in der Gegenwart treffen Susies Kinder und Enkel in ihrem Haus ein, um über Amorys Zukunft zu entscheiden. Alle weigern sich, Amory etwas von ihrem eigenen Erbe abzugeben. Als sich Amory frustriert zurückzieht, versucht Susie, Jane mit ihren eigenen Erfahrungen zu trösten:
Nachdem ihr einziger Sohn bei einem Unfall ums Leben gekommen ist, zieht sich Susie voller Gram von der Außenwelt zurück. Als Aspasia von einem Urlaub in Europa zurückkehrt und ihre Freundin besucht, erzählt sie ihr, dass Gus, von dem Susie seit einem Jahr getrennt lebt, in England eine Affäre mit Lady Norah Ebbsworth begonnen habe. Ein Anflug von Eifersucht belebt Susies Lebensmut. Zusammen mit Aspasia bricht sie nach England auf, um die Zuneigung ihres Gatten zurückzugewinnen. Während Gus mit Lady Norah und seinen Gefolgsleuten auf Fuchsjagd geht, trifft Susie auf Edward, den Prince of Wales. Edward ist von Susies Charme eingenommen und hilft ihr, Gus von seiner neuesten Eroberung zu trennen, indem er Lady Norah zur Hofdame seiner Mutter Victoria beruft. Nachdem Lady Norah pflichtbewusst abgereist ist, beichtet Aspasia Susie – was diese schon lange ahnte –, dass Gus einst ihr Liebhaber war. Gus und Susie versöhnen sich ein weiteres Mal und freuen sich auf ihre gemeinsame Zukunft.
Bestärkt durch ihre Erinnerungen, gibt Susie Jane den Rat, um Ned zu kämpfen. Angesichts der Selbstsucht und Charakterschwäche ihrer Kinder und Enkel beschließt sie, Amorys Schulden mit ihrem Vermögen zu bezahlen und in ihre bescheidene Heimat nach Leaping Rock zurückzukehren.

## Hintergrund
Greer Garson war die amtierende Leinwandkönigin MGMs während der 1940er Jahre, als das Studio die Filmrechte an Louis Bromfields Bestseller-Roman Mrs. Parkington für 60.000 Dollar erwarb. Bereits in Blüten im Staub (1941) hatte Garson eine Rolle übernommen, die einen größeren Zeitraum umspannte, weshalb sie eher widerwillig die Mrs. Parkington in Tagebuch einer Frau spielte. Mit Hilfe von Make-up musste sie optisch von einem Teenager zu einer 84-jährigen Frau altern und ihr rotes Haar unter einer dunklen Perücke verstecken, da dunkles Haar den Alterungseffekt in einem Schwarzweißfilm zusätzlich verstärkte. Walter Pidgeon war dabei zum vierten Mal ihr Leinwandpartner. Es sollten vier weitere gemeinsame Filme folgen.
Der Regisseur des Films, Tay Garnett, hatte Garson einst in England als vielversprechendes Schauspieltalent entdeckt, als er auf der Suche nach einem geeigneten Drehort für einen Film mit Douglas Fairbanks, Jr. gewesen war. Beide arbeiteten ein Jahr später für den Film Die Entscheidung (1945) ein weiteres Mal erfolgreich zusammen.
Tagebuch einer Frau wurde am 12. Oktober 1944 in New Yorks Radio City Music Hall uraufgeführt. Trotz eher durchwachsener Kritiken wurde die Produktion mit einem Einspielergebnis von 5.631.000 Dollar MGMs finanziell erfolgreichster Film des Jahres.

## Kritiken
Variety zufolge sei Tagebuch einer Frau „in jeder Hinsicht eine erfolgreiche Verfilmung von Louis Bromfields Roman“. Greer Garson und Walter Pidgeon stünden „an der Spitze einer starken Besetzung von kompetenten Darstellern“. Das Drehbuch sei „trotz Überlänge einheitlich und fließend“. Bosley Crowther von der New York Times hingegen fand, dass Bromfields Vorlage „in einen schwerfälligen und sentimentalen Film“ verwandelt worden sei. Als Zuschauer dürfe man „keine höhere Bedeutung“ von diesem „aufwändig inszenierten Film“ erwarten. Crowther lobte jedoch die Besetzung. Greer Garson spiele „mit Charme und würdevoller Haltung“. Walter Pidgeon wirke „elegant und liebenswürdig als geständiger Halunke mit einem Herzen aus Gold“. Auch seien Agnes Moorehead, Edward Arnold und Gladys Cooper „gut in eher albernen Nebenrollen“.
Craig Butler vom All Movie Guide beschrieb den Film als „große, ausladende, auf Hochglanz polierte Seifenoper“. Als solche gebe sie dem Zuschauer „die Gelegenheit, die immer wunderbare Greer Garson auf edle Weise leiden zu sehen“. Garson tue „dies mit gewohnter Kunstfertigkeit“ und biete „eine unterhaltsame Vorstellung“. Auch mache ein „gegen seinen Typ besetzter, draufgängerischer Walter Pidgeon eine gute Figur“. Noch „besser und noch mehr gegen ihr Image“ spiele Agnes Moorehead, „deren vielschichtige Darstellung der abgelegten Geliebten einer Offenbarung gleichkommt“, was einmal mehr beweise, „wie vielseitig diese Schauspielerin sein kann, wenn ihr die Möglichkeit gegeben wird“. Zusammen mit „den üppigen Kulissen und Kostümen und der feinen Kameraarbeit von Joseph Ruttenberg“ sei das Ergebnis „sehr fesselnd, wenn auch oberflächlich“.
Für das Lexikon des internationalen Films war Tagebuch einer Frau eine „[k]onventionelle Verfilmung des Drei-Generationen-Romans Mrs. Parkington von Louis Bromfield“. Hervorzuheben sei höchstens „die wandlungsfähige, auch als 84-jährige überzeugende Greer Garson in der Hauptrolle“. Cinema bezeichnete den Film schlicht als „Klassiker der Seifenoper“.

## Auszeichnungen
Bei der Oscarverleihung 1945 war Greer Garson für Tagebuch einer Frau das fünfte Mal in Folge in der Kategorie Beste Hauptdarstellerin für den Oscar nominiert. Die Trophäe ging jedoch an Ingrid Bergman in Das Haus der Lady Alquist. Auch Agnes Moorehead, die um die Rolle der Baroness Aspasia Conti lange mit den Produzenten kämpfen musste, konnte sich in der Kategorie Beste Nebendarstellerin nicht gegen die Konkurrenz behaupten. Sie unterlag Ethel Barrymore in None But the Lonely Heart, konnte aber den Golden Globe für ihre Leistung gewinnen.

## Synchronisation
Die deutschsprachige Synchronfassung entstand 1949 im MGM-Synchronisations-Atelier, Berlin.
| Rolle                           | Darsteller        | Synchronsprecher    |
| ------------------------------- | ----------------- | ------------------- |
| Susie „Sparrow“ Parkington      | Greer Garson      | Lu Säuberlich       |
| Major Augustus „Gus“ Parkington | Walter Pidgeon    | Walther Suessenguth |
| Baroness Aspasia Conti          | Agnes Moorehead   | Ursula Krieg        |
| Ned Talbot                      | Tom Drake         | Klaus Schwarzkopf   |
| Jack Stilham                    | Dan Duryea        | Werner Lieven       |
| Signor Cellini                  | Fortunio Bonanova | Erich Fiedler       |
| Helen Stilham                   | Helen Freeman     | Maria Besendahl     |
| Lady Norah Ebbsworth            | Tala Birell       | Gisela Breiderhoff  |